# オヴィンブンド人
オヴィンブンド人（オヴィンブンドじん、ムブンドゥ語: Ovimbundos、Ovimbundu）は、アンゴラ中央部のビエー高原に居住する商人、農民、牧民からなる民族集団である。ポルトガル語とバントゥー系ンブンド語を話す。アンゴラ最大の民族集団であり、総人口の37 %を占める。多くのオヴィンブンド人はキリスト教を信仰するが、一部はアフリカ伝統宗教への信仰を保持し続けている。
オヴィンブンド人はかつてその他のアフリカ人やポルトガル人との間の商人だった。何れの隊商も専門化された指導者と易者を伴った。貿易協定は地域の特別化の開発—金属加工とトウモロコシの生産を含む—を導く族長の独立と関連していた。奴隷と奴隷貿易もまたオヴィンブンド社会の必要不可欠な部分であった。規模の大きな商業活動は、奴隷貿易の抑制と1904年のベンゲラ鉄道の建設に伴って衰退した。
オヴィンブンド人はアンゴラ全面独立民族同盟 (UNITA) の反乱軍の主力だった。オヴィンブンド地域で最も大きな都市だった二つの都市、ウアンボとクイトは、アンゴラ内戦中の1992年から1994年の間に完膚なきまでに破壊された。